# 할로윈 3
《할로윈 3》(영어: Halloween III: Season of the Witch)은 1982년에 개봉한 미국의 SF 공포 영화이다. 영화 내 사건이 핼러윈을 경유해 벌어진다는 점 외에는 기타 할로윈 시리즈와 별 관련이 없으며, 마이클 마이어스가 나오지 않는 유일한 할로윈 프랜차이즈이다. 또한 이전 두 편에서 주연을 맡았던 제이미 리 커티스와 도널드 플레전스도 등장하지 않는다. 한편 톰 앳킨스가 출연한 유일한 할로윈 프랜차이즈이기도 하다.
전편 《할로윈 2: 저주받은 병실》(1981)에서 잠시 언급된 서운이 과거 켈트 국가에서 한 해의 시작을 알리고 산 자와 죽은 자의 경계가 무너지는 때라고 믿어졌으며 핼러윈과 같다고 설명된다.
1988년 《할로윈 4》가 나왔다.

## 줄거리
1982년 10월 23일 북부 캘리포니아. 해리가 잭오랜턴 핼러윈 가면을 손에 쥔 채 사망하자 딸 엘리와 알코올 의존증인 담당 의사 댄은 해당 가면의 제조사 실버 섐록 노벨티스를 찾아 캘리포니아 샌타미라로 향한다.
공장주 코널 코크런은 스톤헨지를 훔친 뒤 이 가면의 집적 회로 안에 스톤헨지 조각을 집어 넣었는데, 사람들이 이 가면을 쓴 채 빅 기브어웨이(“Big Giveaway”) 텔레비전 광고를 보게 되면 광선이 뿜어져 나와 가면을 쓴 사람의 뇌를 파괴하고, 입에서는 벌레와 뱀이 쏟아져 나와 주변 인간들을 죽이게 된다. 코크런은 이를 통해 그의 고국 아일랜드에서 어린이들을 인신 공양했던 고대 서운 주술을 부활시킬 생각이다.
댄은 제어실 컴퓨터 화면에 빅 기브어웨이 광고를 틀고 천장 서까래에서 집적 회로를 한 상자 가득 날린다. 이로 인해 연구진이 전부 사망한 뒤 거대한 스톤헨지 덩어리도 반응하여 큰 폭발이 일어나 코크런이 사망하고 공장도 파괴된다.
댄은 엘리를 데리고 급히 떠나지만, 사실 엘리는 코크런이 만든 안드로이드로 교체된 상태였다. 자신을 죽이려고 하는 안드로이드 엘리를 부순 댄은 주유소에서 방송국들에 전화를 걸어 빅 기브어웨이 광고 송출을 중단시켜 달라고 빈다. 텔레비전 화면에서 여전히 광고가 흘러나오는 가운데 영화가 끝난다.

## 출연진
- 톰 앳킨스 - 대니얼 “댄” 찰리스 의사 역
- 스테이시 넬킨 - 엘리 그림브리지 역
- 댄 오헐리히 - 코널 코크런 역
- 마이클 커리 - 래퍼티 역
- 랠프 스트레이트 - 버디 컵퍼 역
- 브래들리 섁터 - 리틀 버디 역
- 낸시 루미스 - 린다 찰리스 역
- 조너선 테리 - 스타커 역
- 앨 베리 - 해리 그림브리지 역
- 웬디 웨스버그 - 테디 역
- 에식스 스미스 - 월터 존스 역
- 메이디 노먼 - 애그니스 간호사 역
- 딕 월록 - 안드로이드 암살자 역
- 패디 에드워즈 - 비서 역

## 기타 제작진
- 협력 제작: 배리 버나디